# Atractus favae
Atractus favae — вид змій родини полозових (Colubridae). Мешкає в Південній Америці.

## Поширення і екологія
Atractus favae мешкають на півночі Гаяни і Суринаму. Вони живуть у вологих рівнинних тропічних лісах.